# ۱۰۰۳ (قمری)
۱۰۰۳ (قمری)، هزار و سومین سال در گاهشماری هجری قمری است. اول محرم این سال برابر با شانزدهم سپتامبر سال ۱۵۹۴ میلادی است.

## رویدادها
- ماه رجب - حمله به گیلان و کشتار مردم این منطقه به دستور شاه عباس یکم صفوی